# Smalbekkikkers
Smalbekkikkers (Microhylidae) zijn een familie van kikkers (Anura).

## Naamgeving en indeling
Oorspronkelijk werd de naam Hylaedactyli gebruikt wat voor het eerst werd gepubliceerd door Fitzinger in 1843 het latijns geschreven boek Systema Reptilium. Pas sinds 1858 werd de benaming Micrhylidae gebruikt door Albert Carl Lewis Gotthilf Günther wat hij publiceerde in een wetenschappelijk artikel.. De huidige naam, Microhylidae, wordt pas gepubliceerd in 1934 door Parker.

## Verspreiding en habitat
De Microhylidae zijn op drie na de grootste familie van kikkers en padden, en telt 734 verschillende soorten onderverdeeld in 12 onderfamilies. Het verspreidingsgebied is zeer groot en beslaat delen van Noord- en Zuid-Amerika, Azië, Australië en Afrika inclusief het eiland Madagaskar.

## Levenswijze
Alle soorten blijven klein en zijn bodembewonend of leven in het water. Van sommige soorten is bekend dat ze in bomen leven en hier soms de eieren afzetten. Dergelijke soorten hebben vaak hechtschijfjes aan de tenen en vingers.
Er zijn maar weinig opvallende kenmerken die alle soorten hebben, zo hebben de kikkervisjes geen harde monddelen zoals bij de meeste soorten kikkers en padden. Sommige soorten zijn erg plomp en hebben korte pootjes. De mannetjes van dergelijke soorten hebben te korte voorpoten om een vrouwtje vast te grijpen voor de amplexus. Ze lijmen hiertoe hun lichaam tegen die van het vrouwtje middels een huidafscheiding. Zo blijft een koppeltje tegen elkaar plakken.

## Taxonomie
Smalbekkikkers zijn nauw verwant aan de echte kikkers (Ranidae). Een aantal soorten die lange tijd tot de familie Microhylidae behoorden, worden tegenwoordig tot andere families gerekend, zoals het blaasoppie (tegenwoordig familie Calyptocephalellidae). De familie Microhylidae heeft met twaalf onderfamilies het grootste aantal van alle amfibieën.
Familie Microhylidae
- Adelastinae Peloso, Frost, Richards, Rodrigues, Donnellan, Matsui, Raxworthy, Biju, Lemmon, Lemmon & Wheeler, 2016
- Asterophryinae Günther, 1858 – Nieuw-Guinese smalbekkikkers
- Cophylinae Cope, 1889 – Smalbekkikkers van Madagaskar
- Dyscophinae Boulenger, 1882 – Dove kikkers
- Gastrophryninae Fitzinger, 1843
- Hoplophryninae Noble, 1931
- Kalophryninae Mivart, 1869
- Melanobatrachinae Noble, 1931 – Zwarte kikkers
- Microhylinae Günther, 1858 (1843)
- Otophryninae Wassersug and Pyburn, 1987
- Phrynomerinae Noble, 1931 – Draaihalskikkers
- Scaphiophryninae Laurent, 1946